# Deville
Deville é uma comuna francesa na região administrativa de Grande Leste, no departamento Ardenas. Estende-se por uma área de 7,84 km². Em 2010 a comuna tinha 1 051 habitantes (densidade: 134,1 hab./km²).